# Antonio Fargas
Antonio Fargas (New York, 1946. augusztus 14. –) amerikai színész, aki az 1970-es évek blaxploitation- és vígjátékaiban játszott szerepeiről, valamint az 1970-es évek Starsky és Hutch című tévésorozatában Huggy Bear-ként való alakításáról ismert.

## Fiatalkora
Fargas New Yorkban született Mildred (született Bailey) és Manuel Fargas gyermekeként; 11 gyerek egyike volt. Apja Puerto Ricó-i származású volt, és New York városának dolgozott. Édesanyja Trinidad és Tobagóból származott. A New York-i spanyol Harlemben nevelkedett Fargas 1965-ben diplomázott a Fashion Industries High Schoolban.

## Színészi pályafutása
Fargas kitörő szerepe a Putney Swope (1969) című vígjátékban volt. Miután az 1970-es évek elején szerepelt egy sor blaxploitation filmben, mint például az Across 110th Street (1972) és a Foxy Brown (1974), Huggy Bear utcai informátorként ismerték el a Starsky & Hutch című televíziós sorozatban. 1982-től az All My Children-ben szerepelt Les Baxterként, a felsőbb osztályú ügyvédként, aki Angie Hubbard apja volt; Les karakterét 1987-ben ölték meg.
A korai szerepekre való rábólintásaként Fargas szerepet kapott az I'm Gonna Git You Sucka (1988) című blaxploitation hamisításban, valamint egy másik Wayans testvérpár „kapocs” paródiában, a Don't Be a Menace (1996) című filmben. Vendégszerepelt az 1990-es évek közepén a Living Single, a Martin, a The Fresh Prince of Bel-Air és a The Steve Harvey Show című sitcomokban. Fargas játszotta a sofőrt a Backstreet Boys "Everybody (Backstreet's Back)" című slágerének 1997-es klipjében, és robotként szerepelt a " Lager than Life (song) " című videoklipjükben 1999-ben.
Fargas néhány figyelemre méltó fellépése a brit televíziós műsorokban többek között az I'm a Celebrity...Get Me Out of Here című reality sorozat 4. sorozata ! 2004-ben és Frank Sidebottom Proper Telly Show-jában 2006 elején. 2006-ban alakította Toledót August Wilson Ma Rainey Black Bottomjának felelevenítésében a manchesteri Royal Exchange Theatre- ben. Rendszeres szerepe volt a 2005–2009- es Everybody Chris Hates televíziós sorozatban.
2008-ban Fargas szerepelt a Sucker Punch című brit bokszfilmben. A Fox's Lie to Me egyik epizódjában egy meggyilkolt tűzoltó apjaként szerepelt.

## Magánélet
Fargas fia, Justin Fargas, a Dél-Kaliforniai Egyetem öregdiákja, az NFL korábbi irányítója, aki hét szezont játszott az Oakland Raidersben, és több mint 3000 futott yardot gyűjtött pályafutása során. Fargas menye Nikki Caldwell, a WNBA Las Vegas Aces elnöke.

## Filmográfia
| Év        | Eredeti cím             | Szerep                | Magyar cím       |
| --------- | ----------------------- | --------------------- | ---------------- |
| 1975–1979 | Starsky & Hutch         | Huggy Bear            | Starsky és Hutch |
| 1984      | Firestarter             | Taxisofőr             | Tűzgyújtó        |
| 1988      | I'm Gonna Git You Sucka | Flyguy                | Nyasgem!         |
| 2000      | 3 Strikes               | Jim Douglas nagybácsi | 3 dobás          |